# تیلور ویمپی
تیلور ویمپی (انگلیسی: Taylor Wimpey) شرکت ساخت‌وساز بریتانیایی است، که در سال ۲۰۰۷ تأسیس شد.